# Cryptus eichwaldi
Cryptus eichwaldi là một loài tò vò trong họ Ichneumonidae.